# Dübendorf
Dübendorf (gzu. Dübedorf, Dübi) – miasto i gmina (Politische Gemeinde) w północnej Szwajcarii, w kantonie Zurych, w okręgu (Bezirk) Uster. Leży nad rzeką Glatt. 
Od 1962 r. w mieście mieści się główna siedziba założonego w 1880 r. w Zurychu przez Ludwiga von Tetmajera laboratorium badań materiałów konstrukcyjnych, znanego obecnie jako Federalny Instytut Badań Materiałowych (EMPA, (niem. Eidgenössische Materialprüfungs- und Forschungsanstalt).

## Demografia
W Dübendorfie mieszka 30 801 osób. W 2021 roku 36,8% populacji gminy stanowiły osoby urodzone poza Szwajcarią.

## Transport
Na terenie miasta znajduje się część lotniska wojskowego Dübendorf.